# Patrik Sabo
Patrik Sabo (* 9. března 1993, Bratislava) je slovenský fotbalový záložník.

## Klubová kariéra
Svoji fotbalovou kariéru začal v Interu Bratislava, odkud ještě jako dorostenec zamířil do Slovanu Bratislava. V roce 2012 se propracoval do prvního týmu belasých. V sezóně 2012/13 získal se Slovanem Bratislava „double“, tzn. ligový titul a triumf v domácím poháru. Na podzim 2013 hostoval ve ViOnu Zlaté Moravce. V jarní části ročníku 2013/14 působil v rezervě Slovanu. V červenci 2014 odešel na další hostování do ViOnu Zlaté Moravce.